# Dúrcal
Dúrcal é um município da Espanha na província de Granada, comunidade autónoma da Andaluzia, de área 76,61 km² com população de 7023 habitantes (2007) e densidade populacional de 80,29 hab/km².

## Demografia
| Variação demográfica do município entre 1991 e 2004 | Variação demográfica do município entre 1991 e 2004 | Variação demográfica do município entre 1991 e 2004 | Variação demográfica do município entre 1991 e 2004 |
| --------------------------------------------------- | --------------------------------------------------- | --------------------------------------------------- | --------------------------------------------------- |
| 1991                                                | 1996                                                | 2001                                                | 2004                                                |
| 5804                                                | 6062                                                | 6263                                                | 6151                                                |